# Тюмеревское сельское поселение
Тюме́ревское се́льское поселе́ние (чув. Тӗмер ял тӑрӑхӗ) — муниципальное образование в Янтиковском районе Чувашской Республики Российской Федерации.
Административный центр — деревня Тюмерево.

## История
Статус и границы сельского поселения установлены Законом Чувашской Республики от 24 ноября 2004 года № 37 «Об установлении границ муниципальных образований Чувашской Республики и наделении их статусом городского, сельского поселения, муниципального района и городского округа».

## Население
| 2010  | 2012  | 2013  | 2014  | 2015  | 2016  | 2017  |
| ----- | ----- | ----- | ----- | ----- | ----- | ----- |
| 1857  | ↘1805 | ↘1778 | ↘1745 | ↘1712 | ↘1681 | ↘1655 |
| 2018  | 2019  | 2020  | 2021  |       |       |       |
| ↘1584 | ↘1527 | ↘1478 | ↘1445 |       |       |       |

## Состав сельского поселения
| № | Населённый пункт | Тип населённого пункта          | Население |
| - | ---------------- | ------------------------------- | --------- |
| 1 | Амалыково        | деревня                         | ↗387      |
| 2 | Бахтиарово       | деревня                         | ↗355      |
| 3 | Кармалы          | село                            | ↗591      |
| 4 | Тюмерево         | деревня, административный центр | ↗833      |